# 15009 Johnwheeler
15009 Johnwheeler eller 1998 QF27 är en asteroid i huvudbältet som upptäcktes den 24 augusti 1998 av LINEAR i Socorro County, New Mexico. Den är uppkallad efter John Craig Wheeler.
Den tillhör asteroidgruppen Hungaria.